# Токсоплазмоз
Токсоплазмоз — паразитарное заболевание человека и других животных, вызываемое токсоплазмами Toxoplasma gondii и характеризующееся поражением нервной и лимфатической систем, глаз, скелетных мышц, миокарда и др. В подавляющем большинстве случаев болезнь протекает бессимптомно. Источник инвазии — различные виды (свыше 180) домашних и диких млекопитающих (кошки, собаки, кролики; хищники, травоядные, грызуны).

## Эпидемиология
До половины населения мира инфицировано токсоплазмозом. В США носителями являются 23 % населения, в России — около 20 %, а в некоторых районах мира доля носителей достигает 95 %.
Глобальная ежегодная заболеваемость врождённым токсоплазмозом оценивается на уровне 190 100 случаев. Высокие уровни заболевания были отмечены в Южной Америке, некоторых ближневосточных странах и странах с низким уровнем доходов. В связи с этим данную нозологию относят к группе забытых болезней.

## Пути заражения
Заражение человека происходит при употреблении мясных продуктов и яиц, не прошедших достаточную термическую обработку. Не исключена возможность заражения при попадании возбудителя на слизистые оболочки и повреждённые кожные покровы, трансмиссивным (см. Трансмиссивные болезни) и др. путём. Наблюдается и внутриутробное заражение. Факторы, которые могут способствовать появлению в организме паразита и повышают риск возникновения токсоплазмоза:
- использование в быту немытых рук после уборки кошачьего туалета или любого другого контакта с кошачьими экскрементами;
- употребление в пищу сырого или не до конца приготовленного мяса, особенно[источник не указан 2590 дней] свинины, говядины, мяса ягнёнка или оленины;
- контакт с сырым или непрожаренным, непроваренным мясом;
- пересадка органов или переливание крови (очень редко);
- наличие токсоплазмоза у родителей.

## Клиническая картина
Различают врождённый и приобретённый (острый и хронический) токсоплазмоз. При врождённом токсоплазмозе наблюдаются гибель плода в утробе матери, смерть новорождённого в результате общей инфекции или (у оставшихся в живых) поражение нервной системы, глаз и других органов, олигофрения. Олигофрения при врождённом токсоплазмозе достигает тяжёлой степени и проявляется с первых месяцев жизни.
Острая приобретённая форма протекает как тифоподобное заболевание (с высокой температурой, увеличением печени, селезёнки) либо с преимущественным поражением нервной системы (головная боль, судороги, рвота, параличи и др.[чем?]). Чаще токсоплазмоз протекает хронически, с субфебрильной температурой, головной болью, увеличением лимфоузлов и печени, понижением работоспособности; может сопровождаться поражением глаз, сердца, нервной и других систем и органов. Токсоплазмоз может протекать и в латентной (скрытой) форме.

## Диагностика
Основным методом диагностики заболевания является серология.
Выполняется определение уровня иммуноглобулинов G с помощью ИФА или реакции непрямой флюоресценции.
Уровень антител достигает максимального уровня через 1—2 месяца после начала заболевания и впоследствии регистрируется неопределённо долго.
У пациентов с сероконверсией или четырёхкратным увеличением титра IgG определяют уровень специфических IgM для подтверждения наличия острой инфекции.
ИФА является методом выбора при анализе уровня IgM, с его помощью регистрируется рост их концентрации уже через 2 недели после инфицирования.
Пик концентрации IgM достигается через месяц. Исчезают они обычно через 6—9 месяцев, но в отдельных случаях могут периодически обнаруживаться в течение 2 и более лет, затрудняя дифференцировку острой и хронической форм инфекции.

## Лечение
Обычные люди излечиваются от острой формы токсоплазмоза самостоятельно, без медикаментозного лечения. Беременные женщины и новорождённые нуждаются в лечении, однако следует понимать, что целью лечения является лишь устранение острой фазы и симптомов заболевания. Лицам с глазной формой заболевания следует лечиться у офтальмолога и получать препараты, назначаемые в зависимости от размеров поражения и его формы: острой или хронической (без прогрессирования). Лица с ослабленным иммунитетом (например, с ВИЧ) должны получать лечение до устранения признаков заболевания, а пациенты в стадии СПИД получают лечение от токсоплазмоза пожизненно.
Лечение обычно требуется только лицам с серьёзными проблемами со здоровьем, например, людям с ВИЧ, у которых количество CD4-лимфоцитов менее 200 клеток в мм³ крови, потому что болезнь обычно представляет опасность лишь когда иммунная система слаба. Препаратом выбора для предотвращения токсоплазмоза является Ко-тримоксазол (Бисептол), но он не подходит для лечения активной формы болезни. Новое исследование (май 2012 года) показывает перспективный способ лечения активной и латентной формы этого заболевания с помощью двух [каких?] противомалярийных препаратов класса ELQ (Endochin-like quinolones) (Pyrimethamin, Chloridinum).

### Острая форма
Следующие препараты показаны для лечения острого токсоплазмоза:
- Пириметамин[англ.] (Daraprim) — противомалярийное лекарство;
- Сульфадиазин (Argedin) — антибактериальный препарат из группы сульфаниламидов, используемый в сочетании с пириметамином для лечения токсоплазмоза;
  - Комбинированная терапия обычно проводится с фолиевой кислотой для снижения риска тромбоцитопении.
  - Комбинированная терапия является наиболее полезной при наличии ВИЧ.
- Клиндамицин (Dalacin и другие) — полусинтетический антибиотик группы линкозамидов;
- Спирамицин (Doramycin и другие) — природный антибиотик из группы макролидов, используемый чаще всего для беременных женщин, с целью предотвратить заражение плода.

Другие антибиотики, такие как Миноциклин и другие, используются в качестве препаратов резерва, то есть в том случае, если обычные методы лечения не помогают или они по каким-то причинам противопоказаны.

### Латентная форма
У людей с латентным токсоплазмозом цисты токсоплазмы устойчивы к лечению, так как антибиотики не достигают брадизоит в достаточной концентрации. Лекарства, предписанные для латентной формы токсоплазмоза:
- Атовакуон (Mepron) — антибиотик, который используется, чтобы убить цисты токсоплазмы у больных ВИЧ;
- Клиндамицин (Dalacin и другие) — полусинтетический антибиотик группы линкозамидов, который в сочетании с Атоваквоном кажется оптимальным при уничтожении цист токсоплазмы у мышей.

### Врождённый токсоплазмоз
В том случае, если беременная женщина заболела острым токсоплазмозом, для определения, был ли заражён плод, может быть использован амниоцентез. Когда беременная женщина заболевает острым токсоплазмозом, есть примерно 30-процентная вероятность того, что тахизоиты токсоплазмы поразят ткани плаценты, а оттуда произойдёт и заражение плода.
Если паразит ещё не достиг плода, спирамицин может помочь предотвратить передачу через плаценту. Если плод был заражён, беременная женщина может лечиться пириметамином и сульфадиазином после первого триместра, с добавлением фолиевой кислоты. Это делается после первого триместра, так как пириметамин обладает антифолатным эффектом, а отсутствие фолиевой кислоты в первом триместре может помешать формированию головного мозга плода и вызывает тромбоцитопению. Заражение на более ранних сроках беременности коррелирует с ухудшением фетального и неонатального прогнозов.

## Прогноз
У лиц без иммунодефицита, как правило, благоприятный.
При заражении токсоплазмой при наличии беременности, либо менее чем за 3—9 месяцев до неё — прогноз негативный для плода. При заражении в первом триместре беременности существует большой риск появления отклонений, несовместимых с жизнью. При заражении во втором триместре — большая вероятность патологий мозга, нервной системы, органов зрения.
При заражении в третьем триместре беременности высок шанс заражения ребёнка, однако последствия менее опасны и могут отсутствовать или проявляться в латентной форме.

## Профилактика
Борьба с токсоплазмозом домашних животных, соблюдение санитарных правил при уходе за животными и обработке продуктов, тщательное обследование на токсоплазмоз беременных.
Токсоплазма в мясе погибает при нагревании мяса до 67 °C или охлаждении до −13 °C.